# Historieta de ciencia ficción
La historieta o cómic de ciencia ficción constituye uno de los géneros más importantes en los que puede dividirse la producción historietística. Según Ricardo Aguilera y Lorenzo Díaz, éstas 

popularizaron el género y fijaron su imagen en la retina de millones de lectores. Antes que cualquier otro medio ofrecieron las escenas más acertadas de la navegación interestelar, de los alunizajes, de las bombas atómicas o de las sociedades hiperindustrializadas.

## Características

### Temáticas
- El mundo representado difiere del actual o del histórico. Esta diferencia puede ser tecnológica, física, histórica, sociológica, filosófica, metafísica, pero generalmente no es mágica, lo que sería propio de la historieta fantástica.
- La exploración de las consecuencias de tales diferencias es el propósito tradicional de la ciencia ficción, lo que se puede utilizar para el entretenimiento, contemporáneos, o explorar cuestiones filosóficas como la definición de ser humano. A Jean Giraud, por ejemplo, lo que le interesa es la posibilidad que brinda al "creador de inventar universos en una libertad simbólica, plástica, rechazando todo lo que parece mentalmente evidente".[2]

### Formales
- Se representan con "riqueza imaginativa"[3] naves espaciales futuristas, robots y otras tecnologías, así como alienígenas, planetas extraterrestres y viajes en el tiempo, de tal forma que se produce un choque entre imágenes extrañas y familiares. Por ejemplo, la teórica Francisca Lladó, al analizar el boom del cómic adulto en España, destaca las "diversas formas adquiridas por las naves", de las que afirma que "todo lo que pierden en verosimilitud lo ganan en imaginación pues, en ocasiones, llegan a sustituir al espacio arquitectónico adquiriendo su propia funcionalidad".[4]
- En cuanto a su extensión, Philippe Druillet, afirma que "la SF necesita historias largas porque precisa tiempo y espacio para desarrollar los universos y las intrigas".[5]

## Historia

### Precursores

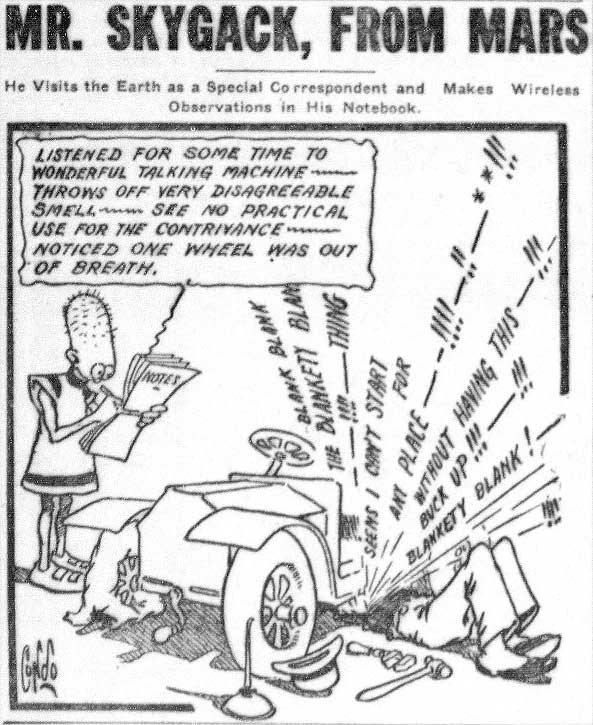
Mr. Skygack, from Mars, 1907

Los primeros ejemplos de cómics de temática de ciencia ficción aparecen en principios del siglo XX en los periódicos de Estados Unidos. Se trata de las viñetas gráficas  Marsoozalums (1901) y Mr. Skygack, from Mars (1907) del humorista gráfico A.D. Condo, publicado en Chicago Day Book, un periódico gratuito distribuido a los trabajadores en Chicago hasta 1917.

### Orígenes (1929-1944)

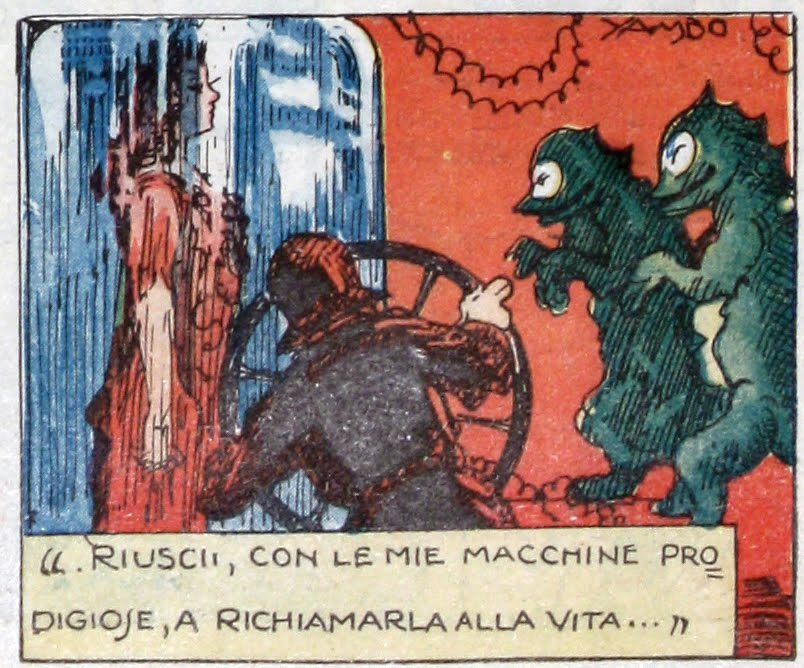
Una viñeta de Gli uomini verdi de 1935, una de las primeras historias de ciencia ficción de cómic italiano.

Tras la Gran Depresión de 1929, triunfan las tiras de acción, como las de ciencia ficción, cuyo primer ejemplo sería Buck Rogers (1929) de Dick Calkins, cuyo éxito propiciaría la creación de Brick Bradford (1933) de William Ritt/Clarence Gray, Flash Gordon (1934) de Alex Raymond, Dash Dixon (1935-1939) de H.T. Elmo/Larry Antoinette y Don Dixon and the Hidden Empire (1935-1941) de Carl Pfeufer/Bob Moore. Serían las aventuras del atleta de Yale las que marcarían el género en los próximos años.
La primera historia francesa para presentar el tema de la ciencia ficción es Zig et Puce au XXIème Siècle em 1935. dirigido a un público de adolescentes. La primera para los adultos es Futuropolis en 1937-1938, y su entorno Electropolis en 1940.
En el contexto italiano - Flash Gordon, donde desde 1934 tuvo un gran éxito - la primera serie de cómics de ciencia ficción es la de 1936, Saturno contro la Terra, en una historia de Cesare Zavattini, textos de Federico Pedrocchi y dibujos de Giovanni Scolari, publicadas originalmente en los tres pequeños cerdos y luego en varios otros periódicos Mondadori hasta 1946; aunque de corta duración (7 episodios) es el primero en ser exportado a los Estados Unidos (en 1940, en la revista Future Comics). Ya en 1935, saliendo, del periódico Topolino, las primeras incursiones en el mundo del cómic de historias de ciencia ficción con SK1 Guido Moroni Celsi, en muchos aspectos similar a Flash Gordon, y Gli uomini verdi de Yambo, basada en su novela Atlantide de 1901, que afectó a la mayor parte de la influencia de Veinte mil leguas de viaje submarino de Verne.

Poco después, surge el subgénero de los superhéroes, que adquiere entidad por sí mismo, convirtiéndose en el sostén de la industria estadounidense. El comic-book de ciencia ficción más típico también tuvo un breve auge desde la aparición de títulos como Planet Comic (1940) con sus historias del espacio, pero siempre fue marginal frente al coloso superheroíco.
En el diario británico Daily Mirror empezó a serializarse en 1943 la muy duradera Garth.

### Laauténticaciencia ficción (1945-1961)
En Bélgica, las historietas de "Les pionniers de l´Esperance" (1945) de Roger Lecureux/Raymond Poïvet y Blake y Mortimer, creadas por Edgar P. Jacobs para la revista Tintín en 1946 estaban un paso por delante. Lo mismo sucede con los comic-books Weird Science ("Ciencia extraña") y Weird Fantasy ("Fantasía extraña"), lanzados  por EC Comics en 1950, con sus adaptaciones de Ray Bradbury y otros autores por parte del guionista Al Feldstein y dibujantes como Harvey Kurtzman, Al Williamson o Wally Wood. EC siempre proclamó que su mayor orgullo eran sus títulos de ciencia ficción, y lo cierto es que según el propio Gaines, estos títulos no daban muchos beneficios, pero los mantenía por gusto personal. Ese mismo año, el británico Frank Hampson crea la serie Dan Dare. 
A partir de 1951, Dan Barry ambientó también la serie Flash Gordon en un "entorno fuertemente científico", con lo que dio lugar a la "auténtica historieta de ciencia ficción", del que también bebe Sky Masters (1958) de Jack Kirby.
En 1952, Osamu Tezuka creó Astroboy. Hergé, por su parte, planteaba una creíble exploración espacial en Aterrizaje en la Luna (1954). 
La tira diaria Jeff Hawke, también británica, de Sydney Jordan, vería la luz en 1955. 
En 1956, la Shōnen Magazine publicará Tetsujin 28-gō, de Mitsuteru Yokoyama, que posteriormente se considería precursora del subgénero mecha, es decir, de los robots gigantes manipulados desde el interior por seres humanos.
En Argentina, Héctor Germán Oesterheld escribe obras maestras como El Eternauta (1957) y Sherlock Time (1958). La primera narra una cruenta invasión extraterrestre, trasluciendo el trasfondo político de la Argentina de aquellos años y la lucha de clases (ninguno de los extraterrestres con los que se enfrenta la resistencia son malvados, sino que se trata de seres forzados a cumplir las órdenes de otros. 
En España, la mayoría de las series siguen muy influenciadas por el primer Flash Gordon (Al Dany, Vendaval, Marcos, Huracán, Kit-Boy, Angel Audaz), siendo de destacar series como El mundo futuro (1955) de Boixcar o Hazañas de la juventud audaz (1959) en la que Matías Alonso adapta la saga de los Aznar de Pascual Enguídanos. En Chile, se publica Hacia otros mundos.

### La nueva ola (1962-1973)
En Francia, Barbarella (1962) de Jean-Claude Forest se convirtió en la primera heroína del género fantaerótico, que tuvo su esplendor en los 60 y 70. Muy diferente, a pesar de su protagonismo femenino, sonValerian, agente espacio temporal (1967), de Christin/Mezières o Yoko Tsuno (1970), al igual que Luc Orient (1967) o Los Náufragos del tiempo (1968). La influencia de esta nueva ola francesa es visible ya en series españolas como 5 por Infinito (1967), Supernova (1972) o Fantasía, S. A. (1975). 
Mientras tanto, el británico Don Lawrence alcanzaba nuevas cotas de hiperrealismo con El Imperio de Trigan (1965-1982). De 1964 es Mytek el Poderoso.
Más rupturista es la efímera Aníbal 5 (1966) de Alejandro Jodorowsky y Manuel Moro.
En un mundo post-apocalíptico se ambientan Kamandi (1972) o Andrax (1974). 
El subgénero mecha tuvo por fin continuidad con Mazinger Z (1972) y sus secuelas creadas por Gō Nagai.

### El boom (1974-1984)
La ciencia ficción ocupa un papel importantísimo a partir de mediados de los años 70, de tal forma que a finales de los 80 resultaba "difícil encontrar algún gran autor actual que no haya tocado el género". Este auge comenzó en 1974, cuando una serie de autores franceses, entre los que destaca Moebius, lanzaron su propia revista de ciencia ficción, "Métal Hurlant", que se convirtió en un modelo a seguir, gracias a series como The Long Tomorrow (1975) o El garaje hermético (1976). Entre la ingente cantidad de obras del período publicadas en la Europa continental, hay que citar además El Vagabundo de los Limbos (1975), Hom (1975), Storm (1976), Thorgal (1976), RanXerox (1978), Jeremiah (1979), Los Robinsones de la Tierra (1979), Trilogía Nikopol (1980) o El Incal (1980).
En el Reino Unido nacieron revistas de ciencia ficción como "2000 AD" (1977) y "Doctor Who Magazine" (1979), con series como Judge Dredd (1977) y Rogue Trooper (1981). 
Poco después, el género empezó por fin a desarrollarse en Estados Unidos con las revistas "1984" (1978) y "Epic Illustrated" (1980) y series como Rom (1979), Los Micronautas (1979), Metamorphosis Odissey (1980), Ronin (1982), American Flagg! (1983) o Atari Force (1984), tras el fracaso comercial de publicaciones previas como Starlord (1974) o Mundos Desconocidos de la Ciencia Ficción (1975). 
La revista "1984" (o "Zona 84") se publicó simultáneamente en España, donde el género se cultivó también en "Totem" (1977), "Comix internacional" (1980) y "Cimoc" (1981), dando pie a Historias de taberna galáctica (1979), Zora y los hibernautas (1980), Hombre (1981), El último recreo (1982), Fragmentos de la Enciclopedia Délfica (1983) o El prisionero de las estrellas (1984).
Este auge también se reprodujo en Japón, donde Leiji Matsumoto creó space-operas como Galaxy Express 999 (1977-1981) y Captain Harlock (1977-1979) y Hayao Miyazaki, Nausicaä del Valle del Viento (1984). Katsuhiro Otomo empezaba Akira (1982-93), que fue un gran éxito en todo el mundo. Otras obras destacadas iniciadas en 1982 fueron la italiana Martin Mystère (1982) y la estadounidense (pero realizada por británicos) Camelot 3000.

### Últimos años (1985-presente)
En Europa, se publican La superviviente (1985) de Paul Gillon o S.O.S. Felicidad (1988) de Jean Van Hamme y Griffo. La saga de ciencia ficción más importante del cómic europeo de su tiempo es, sin embargo, La casta de los metabarones (1992), escrita por Alejandro Jodorowsky y dibujada con maestría por Juan Giménez. Historia de Cyann (1992) de François Bourgeon.  Fernando de Felipe.
Gwendolyn 3-19-4
Give Me Liberty (1990) de Frank Miller y Dave Gibbons. Next Men (1992) de John Byrne. 
Miguel Ángel Martín se acerca al cyberpunk en obras como Brian the Brain (1990), Rubber Flesh (1993), Ciberfreak (1996) o Surfing on the Third Wave (1998).
Estela (1998) The League of Extraordinary Gentlemen (1999) de Alan Moore y Kevin O'Neill  
Sky Doll (2000), Y: El último hombre (2002), BLAME! (2003), Los Náufragos de Ythaq (2005)

## Subgéneros
- Mecha
- Space opera
- Superhéroes